# NHL 98

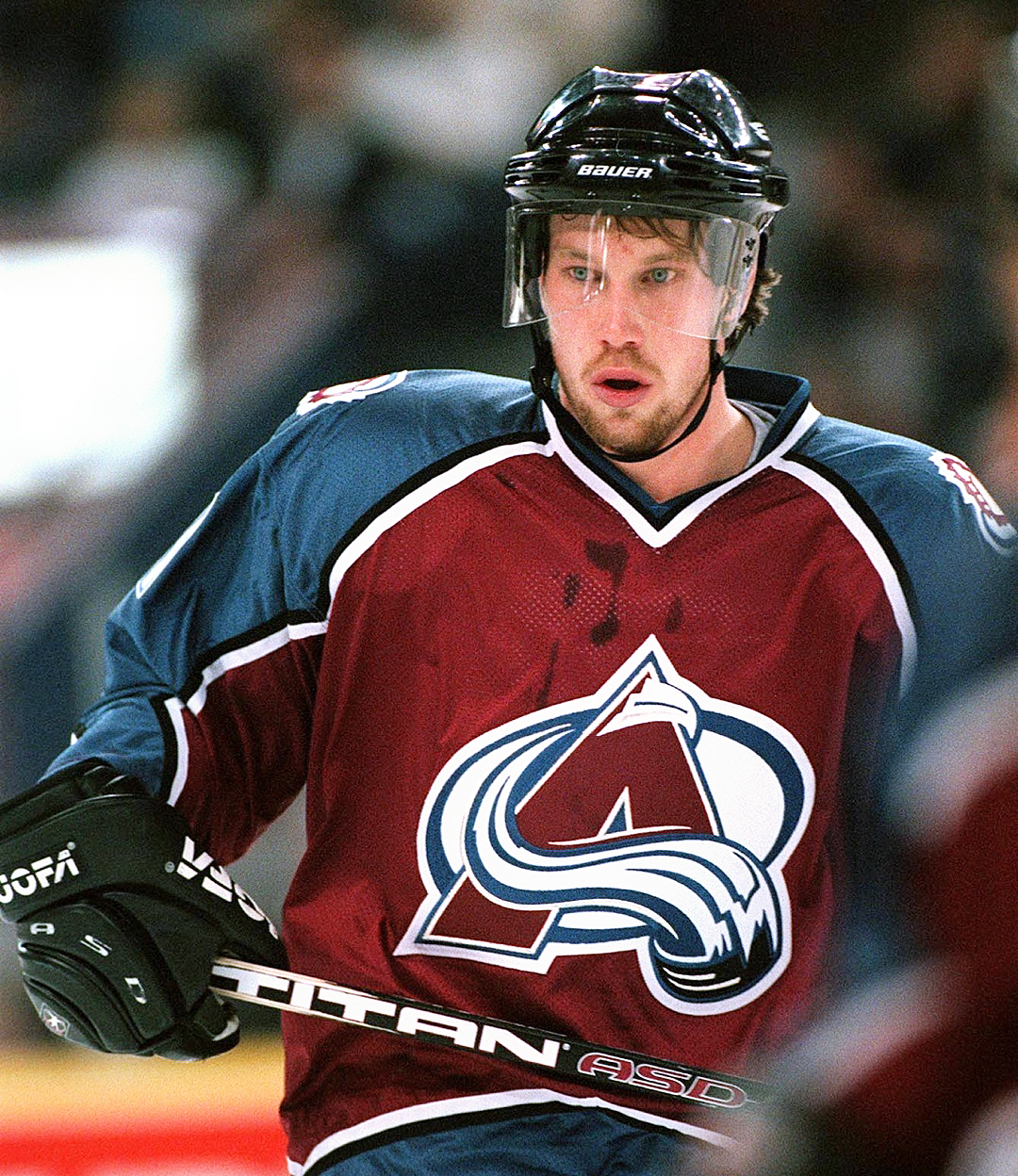
Peter Forsberg syns på spelomslaget.

NHL 98 är ett ishockeyspel utvecklat av Electronic Arts Canada. Det släpptes den 23 oktober 1997 och efterträdde NHL 97.

## Innehåll
Med NHL 98 utökades NHL-serien till att även omfatta landslag, även om EA inte kunde skaffa licens till 1998 års olympiska turnering i Nagano från IIHF, vilket Gremlin Interactive ville. Den olympiska ishockeylicensen skaffades Midway Home Entertainment. Jim Hughson återvänder som kommentator, denna gång med Daryl Reaugh. EA Sports introducerade även 3Dfx Glide för första gången i NHL-serien.

## Information
- Omslag: Peter Forsberg
- Släppt till:
  - Windows
  - Sega Genesis/Mega Drive
  - Sega Saturn
  - Playstation
  - Super Nintendo Entertainment System (SNES- och Genesis-versionerna är de sista spelen i serien att innehålla feature 2D-grafik.)

## Övrigt
| Mottagande      | Mottagande      |
| Recensionsbetyg | Recensionsbetyg |
| Publikation     | Betyg           |
| --------------- | --------------- |
| Gamespot        | 9.2/10          |

- Sega Saturn-versionen har Mario Lemieux på omslaget. Han drog sig tillbaka efter säsongen 1996/1997, men fanns också med i spelet.

### Fotnoter
1. ↑  ”NHL 98” (på engelska). Mobygames. 10 mars 1997. http://www.mobygames.com/game/nhl-98. Läst 18 juni 2016.